# 1981 en cyclisme
| Années du cyclisme : 1978 - 1979 - 1980 - 1981 - 1982 - 1983 - 1984    |
| Décennies du cyclisme : 1950 - 1960 - 1970 - 1980 - 1990 - 2000 - 2010 |

Les faits marquants de l'année 1981 en cyclisme.

## Par mois

### Janvier
- 4 janvier : le Belge Patrick Sercu remporte avec l'Allemand Albert Fritz, les Six jours de Cologne. C'est la 77e victoire du Belge dans la spécialité.
- 11 janvier : Roger De Vlaeminck gagne le cyclo-cross de Marcq-en-Barœul
- 14 janvier : l'Allemand Gregor Braun et le Néerlandais René Pijnen remportent les Six jours de Brême.
- 18 janvier : les Australiens Danny Clark et Donald Allan s'imposent aux Six jours de Rotterdam
- 31 janvier : Éric Guillot devient champion de France junior de cyclo-cross à Cours-les-Barres

### Février
- 1er février : Jean-Yves Plaisance remporte pour la troisième fois le championnat de France de cyclo-cross amateur à Cours les Barres. Jean Chassang devient champion de France professionnel.
- 2 février : Jan Bogaert remporte le Grand Prix d'ouverture La Marseillaise.
- 4 février : Patrick Sercu et Albert Fritz remportent les Six jours de Copenhague
- 7 février : après avoir gagné 5 étapes sur 6, Jan Raas remporte l'Étoile de Bessèges.
 Alain Bondue s'impose au Grand Prix de Saint-Raphaël
- 10 février : Alfons de Wolf et René Pijnen remportent les Six jours d'Anvers
- 16 février : Bernard Hinault reçoit le Timone d'Oro à Milan
- 18 février : le quintuple champion olympique de patinage de vitesse, Eric Heiden devient professionnel de cyclisme.
- 19 février : Francesco Moser et Patrick Sercu remportent les six jours de Milan
- 21 février : à Tolosa, le Tchèque Miloš Fišera devient champion du monde de cyclo-cross amateur et 
l'Allemand de l'Ouest Rigobert Matt devient champion du monde junior
- 22 février : le Néerlandais Johannes Stamsnijder devient champion du monde professionnel de cyclo-cross
- 28 février : Germain Simon est réélu président de la Fédération française de cyclisme pour 4 ans.
Jan Raas remporte le Het Volk au sprint devant Gilbert Duclos-Lassalle

### Mars
- 8 mars : le néo-pro Irlandais Stephen Roche remporte le Tour de Corse.
- 12 mars : la classique Paris-Évreux est annulée faute de l'autorisation préfectorale d'emprunter les routes le 22 mars.
- 18 mars : Bernard Hinault et 30 autres coureurs, sont éliminés dans Tirreno-Adriatico après une étape qui a vu également 81 abandons provoqués par le froid.
 Stephen Roche remporte le Paris-Nice après s'être imposé dans le contre-la-montre de l'ascension du col d'Èze.
- 19 mars : Francesco Moser remporte le Tirreno-Adriatico.
- 22 mars : 271 coureurs prennent le départ de Milan-San Remo gagné par Alfons de Wolf devant Roger De Vlaeminck.
- 27 mars : l'organisateur du Tour d'Italie, Vincenzo Torriani déclare la course open. L'URSS annonce qu'une équipe participera à la course.
- 28 mars : Jos Lieckens remporte Paris-Troyes
- 29 mars : Bernard Hinault s'impose dans les 3 épreuves du Critérium International, mais ne précède Jacques Bossis que de 2 secondes au classement final.
- 30 mars : malgré la crise, Edmond Mercier affirme que le groupe professionnel Mercier n'abandonne pas la compétition, contrairement aux rumeurs.

### Avril
- 2 avril : Bernard Hinault gagne au sprint l'Amstel Gold Race. Jan Raas termine 5e et peut pas remporter une 5e victoire consécutive de cette course.
- 5 avril : Hennie Kuiper gagne le Tour des Flandres
- 8 avril : lors de Gand-Wevelgem, Roger De Vlaeminck s'incline au sprint devant Jan Raas.
- 12 avril : 
  - 25 ans après Louison Bobet, un Français gagne Paris-Roubaix. Bernard Hinault bat au sprint Roger De Vlaeminck, Francesco Moser, Guido Van Calster, Marc Demeyer et Hennie Kuiper qui composaient avec lui l'échappée finale, après la belle attaque de Gilbert Duclos-Lassalle.
  - Les Tchécoslovaques dominent le Circuit des Ardennes gagné par Michal Klasa devant Miloš Hrazdíra

- 15 avril : Daniel Willems s'impose dans la Flèche wallonne
- 19 avril : dans un très grand froid, Johan van der Velde gagne[2],[3] Liège-Bastogne-Liège devant le Suisse Josef Fuchs, mais Fuchs se voit attribuer la victoire à la suite de son déclassement pour dopage de van de Velde .
 Le Soviétique Youri Barinov remporte le circuit de la Sarthe devant ses compatriotes Ivan Mitchenko et Charkid Zagretdinov
- 21 avril : départ du Tour d'Espagne avec les Miko–Mercier. Régis Clère gagne le prologue et prend le maillot Amarillo.
- 24 avril : le Néerlandais Jo Maas remporte le Tour de Belgique[4],[5]devant son compatriote Ad Wijnands.
- 26 avril : le Polonais Jan Jankiewicz s'impose au Tour du Loir-et-Cher
- 29 avril : Régis Clère, maillot Amarillo du Tour d'Espagne depuis 8 jours, cède sur les pentes de la Sierra Nevada, montées contre-la-montre depuis Grenade. L'Italien Giovanni Battaglin prend le maillot de Leader.
- 30 avril : création à Francfort de l'AGPI (Association des Groupes Professionnels Internationale). M Leuillet de Renault-Gitane en est le premier président.

### Mai
- 2 mai : 
  - Les Soviétiques annoncent qu'ils ne viendront pas au Tour d'Italie, prétextant la fatigue. En fait, ils ne veulent pas être les seuls amateurs de la course.
  - Le trophée des grimpeurs open revient à Dominique Celle qui bat les professionnels.
- 3 mai : 
  - L'Anglais John Herety s'impose dans Paris-Rouen devant deux de ses équipiers de l'AC Boulogne-Billancourt.
  - Frédéric Vichot gagne la 12e étape du Tour d'Espagne.
- 5 mai : dans la dernière étape du Tour des Régions Italiennes, Sergueï Soukhoroutchenkov effectue une échappée solitaire de 110 km et termine avec 11 minutes d'avance. Il remporte la course devant 3 autres soviétiques.
- 6 mai : au Tour d'Espagne, Régis Clère remporte le contre-la-montre de Saragosse devant Jørgen Marcussen et Giovanni Battaglin
- 8 mai : le Tchécoslovaque Michal Klasa remporte le prologue de la Course de la Paix Berlin-Prague-Varsovie qui réunit 16 pays.
- 9 mai : Bert Oosterbosch remporte les Quatre Jours de Dunkerque.
- 10 mai : 
  - Giovanni Battaglin remporte le Tour d'Espagne, Régis Clère, premier Français, termine neuvième à 7 minutes et 23 secondes.
  - Le Suédois Tommy Prim remporte le Tour de Romandie devant Giuseppe Saronni.
- 11 mai : l'URSS domine la Course de la Paix en prenant les quatre premières places du classement général après une épreuve contre-la-montre.
- 13 mai : le Norvégien Knut Knudsen remporte le prologue du Tour d'Italie à Trieste.
- 14 mai : 
  - À l'issue d'une étape animée par le Français Alain Dithurbide, Sergueï Soukhoroutchenkov prend la seconde place provisoire de la Course de la Paix à 7 minutes et 9 secondes du leader Charkid Zagretdinov.
  - Au Tour d'Italie, Francesco Moser s'empare du maillot rose lors de l'étape contre-la-montre par équipe.
- 15 mai : Gregor Braun dépossède son leader, Francesco Moser, du maillot rose.
- 16 mai : Herman Van Springel remporte pour la 7e fois un Bordeaux-Paris animé par une échappée de Marc Durant.
- 17 mai : Pascal Jules remporte le Prix du Printemps à Villepreux.
- 18 mai : remous au Tour de l'Oise gagné par Jean-Luc Vandenbroucke, les Peugeot abandonnent la course à la suite de l'élimination, la veille, de Gilbert Duclos-Lassalle.
- 19 mai : le duel se poursuit au Tour d'Italie entre Giuseppe Saronni de nouveau premier à Rodi Garganico. Il se rapproche à 6 secondes de Francesco Moser.
- 20 mai : 
  - Giuseppe Saronni vainqueur à Bari dépossède Moser du maillot rose.
  - Au championnat de France sur piste à Montargis, Alain Bondue est champion de France de la poursuite, Francis Castaing est champion de France de vitesse et Régis Clère est champion de France de course aux points
- 21 mai : 
  - Certaines rumeurs disent que van der Velde serait positif à l'issue de Liège-Bastogne-Liège qu'il a remporté. Jo Maas vainqueur du Tour de Belgique serait dans le même cas.
  - Le soviétique Charkid Zagretdinov remporte la Course de la Paix devant ses compatriotes Sergueï Soukhoroutchenkov et Ivan Mitchenko. C'est la cinquième victoire de l'URSS en cinq ans.
- 24 mai : le Normand Thierry Lerall remporte le Premier pas Dunlop, Alain Gallopin gagne Paris-Mantes et Francis Castaing termine premier de Paris-Bourges en s'imposant sur deux sprints sur trois.
- 25 mai : Moser tombe, Baronchelli ébranle Saronni, Battaglin se place dans la première étape de montage du Tour d'Italie
- 26 mai : début du Critérium du Dauphiné libéré. Johan van der Velde gagne le prologue à Grenoble.
- 27 mai : il signor Del Tongo, un fabricant de meubles, veut une équipe professionnelle. Il met un milliard de lires pour sa création.
- 28 mai : Roberto Visentini détrône Saronni au Tour d'Italie.
 Patrick Derosier remporte Paris-Montargis devant Fabien De Vooght.
- 29 mai : 
  - Bernard Hinault gagne la 5e étape du Dauphiné libéré.
  - Au Tour d'Italie, Francesco Moser mène à bien une échappée solitaire de 166 km en montagne et Silvano Contini prend le maillot rose.
- 30 mai : Bernard Hinault gagne la 6e étape du Dauphiné libéré, prend le maillot de leader à Ludo Peeters et refuse une offre de cinq millions de lires pour courir un critérium en Italie.
- 31 mai : Bernard Hinault gagne la 7e étape du Dauphiné libéré, après une longue échappée en compagnie de Robert Alban.
Les jeunes Belges font une démonstration dans Paris-Roubaix amateurs remporté par Kenny De Maerteleire.

### Juin
- 1er juin : Bernard Hinault gagne la 8e étape et le Critérium du Dauphiné libéré.
- 3 juin : le fabricant de glace italien Théophilo Sansom offre un million de francs à Hinault pour qu'il devienne le leader de son équipe.
- 4 juin : Giuseppe Saronni et Giovanni Battaglin secouent le Giro, ce dernier revenant à 3 secondes de Silvano Contini le porteur du maillot rose.
- 5 juin : 
  - À l'issue de la 20e étape du Giro Giovanni Battaglin prend la tête du classement.
  - Bernard Hinault déclare qu'il tentera le doublé Tour-Giro en 1982.
- 6 juin : le Soviétique Sergei Krivocheev remporte le Tour de Grande-Bretagne devant son compatriote Andreï Vedernikov.
- 7 juin : 
  - Après le Tour d'Espagne, Battaglin remporte le Tour d'Italie, devant Tommy Prim et Giuseppe Saronni.
  - Alain Gallopin remporte, au sprint, Paris-Vailly.
  - Étienne Néant remporte la route Peugeot, l'équipe d'Île de France devient alors championne de France par étapes.
 Aux championnats de France juniors sur piste, Pascal Carrara, le fils de Milo, enlève le titre de la poursuite.
 Johan van der Velde vainqueur de Liège-Bastogne-Liège et Jo Maas vainqueur du Tour de Belgique sont déclarés positifs.
- 10 juin : Bert Oosterbosch remporte le prologue du Midi-Libre alors qu'Hinault se présente au départ avec 28 secondes de retard.
- 12 juin : Bernard Hinault abandonne le Grand Prix du Midi libre : « J'avais les jambes en flanelle, je n'avançais plus ».
- 13 juin : le Britannique de l'AC Boulogne-Billancourt John Herety s'impose dans Paris-Briare.
- 14 juin : 
  - Jean-René Bernaudeau remporte le Midi-Libre.
  - Cinq Soviétiques, dont Soukhoroutchenkov, laissent le peloton, composé de plusieurs coureurs du Tour de France, à une demi-heure dans la dernière étape du Tour de Luxembourg remporté par Barinov devant deux autres de ses compatriotes.
- 15 juin : Jan Raas, blessé au genou, déclare forfait pour le Tour de France.
- 16 juin : Palmiro Masciarelli remporte la première étape du Tour de l'Aude devant Phil Anderson.
- 18 juin : Phil Anderson remporte le Tour de l'Aude.
- 19 juin : 
  - Beat Breu remporte le Tour de Suisse.
  - Le Soviétique Sergueï Kopylov remporte le Grand Prix de Paris de vitesse devant son compatriote Sergei Zouravlev. Le Français Yavé Cahard, victime d'une chute dans la première série, n'a pas pu défendre ses chances.
  - La FFC qui a pris la suite de l'Union vélocipédique de France, avant la Seconde Guerre mondiale, fête son centenaire.
- 20 juin : Yves Beau gagne Paris-Orléans, à l'issue d'une épreuve entachée par deux erreurs de parcours. Le Soviétique Sergei Voronin remporte le Tour d'Italie amateurs devant son équipier Sergei Kadatski et l'Italien Giovanni Fedrigo, Jérôme Simon, premier Français termine 5e à 1 minute et 17 secondes.
- 21 juin : 
  - À la surprise générale, alors que Bernaudeau ne quitte pas la roue d'Hinault, Serge Beucherie devient champion de France à Doucy-Bellot.
  - Sont également couronnés : 
    - Francesco Moser en Italie,
    - Roger De Vlaeminck en Belgique,
    - Eulalio Garcia en Espagne,
    - Jacques Hanegraaf aux Pays-Bas,
    - Stefan Mutter en Suisse,
    - Hans Neumayer en Allemagne de l'Ouest,
    - Eugène Urbany au Luxembourg.
- 25 juin : 150 coureurs de 16 nationalités, dont 50 Belges, prennent le départ du Tour de France à Nice, dont le prologue est enlevé par Bernard Hinault le super favori.
- 26 juin : la première étape est marquée par une échappée royale de Bérard, Bernaudeau et Hinault, mais c'est Freddy Maertens qui remporte cette première demi-étape. L'après-midi, les Raleigh, emmenés par Joop Zoetemelk, remportent le contre-la-montre par équipe et Gerrie Knetemann prend le maillot jaune à Hinault.
- 28 juin : 
  - Maertens s'impose à Narbonne.
  - Malgré la pluie, la journée Vélocio réunit 3 000 coureurs sur les pentes du col de la République.
  - L'Allemand de l'Est Lutz Loetzch remporte le Tour de RDA devant deux de ses compatriotes, Thomas Barth et Hans-Joachim Hartnick.
- 30 juin : 
  - Bernard Hinault attaque dans la seule étape des Pyrénées du Tour de France; Lucien Van Impe gagne au Pla d'Adet. L'Australien Phil Anderson prend le maillot jaune devant Hinault. Zoetemelk et Bernaudeau sont les grands vaincus du jour.
  - Le Colombien Alfonso Flores, le vainqueur du Tour de l'Avenir 1980, est accusé de dopage au Tour de Colombie [6].

### Juillet
- 1er juillet : à Pau, Hinault gagne le contre-la-montre et reprend le maillot jaune à Anderson
- 5 juillet : 
  - À l'arrivée du Tour Gilbert Duclos-Lassalle passe à la 3e place du général derrière Hinault et Anderson.
  - Greg LeMond remporte le tour du Colorado devant 3 soviétiques.
- 7 juillet : Daniel Willems remporte l'étape des pavés du Tour à Roubaix en battant au sprint Gilbert Duclos-Lassalle qui a la malchance de voir son pied quitter la pédale alors qu'il allait s'imposer.
- 8 juillet : 
  - À Bruxelles, Freddy Maertens remporte sa 3e victoire d'étape.
  - Alfonso Flores est blanchi après une contre-expertise négative.
- 9 juillet : 4e victoire d'étape pour Maertens à Hasselt.
- 10 juillet : 
  - Bernard Hinault creuse l'écart sur Phil Anderson lors du contre-la-montre de Mulhouse.
  - Philippe Bouvatier enlève la médaille de bronze de la course sur route du Championnats du monde juniors gagné par le Suisse Beat Schumacher et en poursuite par équipes, la France termine également 3e.
- 11 juillet : 
  - Comme il l'avait annoncé le 22 juin, le Suisse Urs Freuler abandonne dès les premières rampes des Alpes.
  - Aux Championnats du monde juniors la France remporte une troisième médaille de bronze avec Bruno Bannes en vitesse.
- 12 juillet : Robert Alban qui s'est envolé dans l'escalade de la Joux Verte, gagne la 16e étape à Morzine, Anderson s'effondre, tout en conservant la 2e place, Hinault conforte son maillot jaune.
- 13 juillet : Phil Anderson et Stephen Roche annoncent qu'ils ont resigné un contrat chez Peugeot.
- 14 juillet : Peter Winnen est le plus fort sur les pentes de l'Alpe d'Huez. Il bat Hinault de 8 secondes. Anderson est à la dérive, Lucien Van Impe devient 2e, Robert Alban 3e.
- 15 juillet : Bernard Hinault remporte, détaché, la 18e étape au Pleynet les Sept Laux devant Jean-René Bernaudeau.
- 17 juillet : Bernard Hinault remporte sa 5e victoire d'étape lors du contre-la-montre de Saint-Priest.
- 19 juillet : 
  - Bernard Hinault remporte pour la 3e fois le Tour de France devant Lucien Van Impe et Robert Alban. Freddy Maertens remporte sa 5e victoire d'étape et s'octroie le maillot vert.
  - À Reims, Franck Clemente devient champion de France amateurs de demi-fond.
- 20 juillet : Yavé Cahard devient champion de France de l'épreuve du kilomètre.
- 21 juillet : 
  - Jean-Yves Plaisance se voit confier par la FFC la préparation des équipes de France de cyclo-cross en remplacement de Robert Oubron atteint par la limite d'âge.
  - Aux championnats de France amateurs sur piste Daniel Pandelé est champion de France de poursuite, l'équipe de Normandie championne de France de vitesse par équipes, Isabelle Nicoloso championne de France de vitesse et Jeannie Longo championne de France de poursuite.
- 22 juillet : aux championnats de France amateurs sur piste Serge Crottier-Combe est champion de France de course aux points et l'équipe de Flandres-Artois championne de France de poursuite par équipe. Yavé Cahard qui remporte le titre de champion de France de vitesse annonce qu'il va demander une licence professionnelle pour le prochain championnat du monde avant de partir disputer des courses de keirin.
- 23 juillet : à Sault-lès-Rethel, l'Île-de-France devient championne de France des comités contre-la-montre par équipes et la Bretagne gagne le titre des juniors.
- 25 juillet : Jeannie Longo enlève le titre de championne de France sur route en s'imposant à Charleville-Mézières devant Fabienne Amedro et Valérie Simonnet.
- 26 juillet : Philippe Dalibard devient champion de France sur route devant Étienne Néant et Marc Gomez.
- 28 juillet : Yavé Cahard annonce qu'il ne passe plus professionnel.

### Août
- 2 août : Jouravlev (10 s 650) puis Sergueï Kopylov (10 s 369) battent le record du monde des 200 mètres à Moscou. Le précédent record était détenu par Daniel Morelon (10 s 720) depuis 1966.
- 3 août : l'Allemand de l'Est Hans Hartnick gagne le Tour de l'Yonne devant cinq de ses coéquipiers.
- 4 août : Lucien Bailly communique la sélection française pour le championnat du monde à Prague (en fait un circuit de 13,4 km autour de Strahov) : Bernard Hinault, Maurice Le Guilloux, Charly Bérard, Jean-François Rodriguez, Marc Madiot (tous Renault-Elf-Gitane), Gilbert Duclos-Lassalle, Jean-René Bernaudeau, Jacques Bossis (tous Peugeot-Esso-Michelin), Bernard Vallet, Robert Alban (tous La Redoute-Motobécane), Jean-Louis Gauthier (Miko-Mercier-Vivagel), Serge Beucherie (Sem-France Loire-Campagnolo), Dominique Arnaud (Puch-Wolber-Campagnolo), ainsi que Marcel Tinazzi (Sem-France Loire-Campagnolo) et Patrick Friou (Miko-Mercier-Vivagel) comme remplaçants.
- 8 août : Alain Giovanoni et René Grelin remportent les 24 heures de Rochefort-Sanson en couvrant 828,8 km.
- 9 août : Silvano Contini gagne le tour de RFA
L'équipe de France, qui prépare le 100 km contre la montre par équipes, reçoit des vélos révolutionnaires de 7,6 kg (guidon inversé, roue plus petite à l'avant) mis au point par Daniel Salmon.
- 15 août : Gerrie Knetemann remporte le tour de Hollande
- 30 août :  le Belge Freddy Maertens devient champion du monde devant l'Italien Giuseppe Saronni et le Français Bernard Hinault. Ce dernier réalise un fait marquant : à la suite d'une cassure dans le peloton il se retrouve dans un groupe de battus. Il décide de partir en chasse pendant 30 km tout seul (si l'on considère que l'Espagnol Marino Lejarreta qui finira 15e restera tout le long calé dans sa roue sans prendre un seul relais) pour rejoindre le groupe des favoris. Averti, son équipier Marcel Tinazzi se laisse décrocher du groupe des favoris pour aider Hinault, une fois la jonction faite les deux Français conjuguent leurs efforts et parviennent à rejoindre le groupe des favoris, permettant ainsi à Hinault de décrocher la médaille de bronze à la suite d'un sprint devenu célèbre. L'Italien Gianbattista Baronchelli lance le sprint pour Saronni mais Baronchelli n'est pas un spécialiste du sprint : il s'écarte trop tôt, obligeant Saronni à produire son effort trop loin de la ligne d'arrivée avec Maertens dans sa roue, qui remonte à la hauteur de son pédalier et ce qui devait arriver arriva : exténué, Saronni se relève et voit passer Maertens. Après la course, l'Italien Francesco Moser a déclaré que, si Saronni le lui avait demandé, il lui aurait lancé le sprint, mais les deux Italiens sont rivaux et Saronni n'a rien demandé. C'est la dernière victoire internationale pour Maertens, pour ne pas gêner sa préparation sa femme ne lui a pas dit avoir reçu quelques jours avant la course une lettre du fisc belge exigeant une énorme somme d'impôts. Il l'a appris après la course, il a dû vendre sa villa et partir avec sa famille vivre chez ses parents, son moral s'effondre, il ne sera plus le grand champion qu'il fut naguère.

### Septembre
23 septembre : le Belge Roger de Vlaeminck gagne Paris-Bruxelles au sprint devant Jan Raas

### Octobre
11 octobre : le Néerlandais Jan Raas gagne le grand prix d'automne.
17 octobre : le Néerlandais Hennie Kuiper gagne le Tour de Lombardie.

## Dopage
- En 1981, les médecins fédéraux français ont procédé à 173 contrôles médicaux ce qui représente 809 prélèvements. Huit contrôles furent positifs (4 amateurs et 4 professionnels) et il y eut un constat de carence et 32 vices de formes.
- Convaincu de dopage, Johan van der Velde vainqueur de Liège-Bastogne-Liège est déclassé au profit du Suisse Josef Fuchs[3].
- Convaincu de dopage, le Néerlandais Jo Maas vainqueur du Tour de Belgique est déclassé au profit de son compatriote Ad Wijnands[5].
- Le Colombien Alfonso Flores, vainqueur du Tour de l'Avenir 1980, est accusé de dopage au Tour de Colombie[6].

## Principales naissances
- 9 janvier : Emanuele Sella, cycliste italien.
- 14 janvier :
  - Sergueï Lagoutine, coureur russe.
  - Sven Vanthourenhout, coureur de cyclo-cross belge.
- 17 janvier : Christophe Riblon, coureur français.
- 4 février : Johan Vansummeren, coureur belge.
- 11 février : Juan José Cobo, coureur espagnol.
- 5 mars : Christian Knees, cycliste allemand.
- 16 mars : Julien Mazet, coureur français.
- 18 mars : Fabian Cancellara, coureur suisse.
- 19 mars : Steve Cummings, coureur britannique.
- 5 avril : Pieter Weening, cycliste néerlandais.
- 18 avril : Maxim Iglinskiy, coureur kazakh.
- 4 mai :
  - Alexandr Kolobnev, coureur russe.
  - David de la Fuente, coureur espagnol.
- 9 mai : Oliver Zaugg, cycliste suisse.
- 11 mai : Adam Hansen, coureur australien.
- 5 juin : Carlos Barredo, coureur espagnol.
- 18 juin : Teun Mulder, cycliste néerlandais.
- 28 juin : Vasil Kiryienka, coureur biélorusse.
- 17 juillet : Noemi Cantele, coureuse italienne.
- 21 juillet : Stefan Schumacher, cycliste allemand.
- 30 juillet : Vicente Reynés, coureur espagnol.
- 19 août : Sabrina Jonnier, pilote de VTT française.
- 29 août : Geneviève Jeanson, cycliste canadienne.
- 5 septembre : Daniel Moreno, cycliste espagnol.
- 9 septembre : Markus Fothen, cycliste allemand.
- 10 septembre : Filippo Pozzato, coureur italien.
- 19 septembre : Damiano Cunego, coureur italien.
- 28 septembre : Carlos Coloma, pilote de VTT espagnol.
- 13 novembre : Greg Minnaar, pilote de VTT sud-africain.
- 2 décembre :
  - Vladimir Efimkin, coureur russe.
  - Alexander Efimkin, coureur russe.
- 11 décembre : Jobie Dajka, coureur australien († 4 avril 2009).
- 14 décembre : Rochelle Gilmore, coureuse australienne.

## Principaux décès
- 12 janvier : Marcel Gobillot, coureur français. (° 3 janvier 1900).
- 19 août : Raoul Lesueur, coureur français. (° 29 avril 1912).
- 25 novembre : Romain Bellenger, coureur français. (° 18 janvier 1894).